# Перфецький Леонід Юліанович
Леонід Юліанович Перфецький (1900, Холмщина, за іншими даними — 23 лютого 1901, с. Ладижинка, Черкаська область (на той час Київська губернія) — 25 жовтня 1977, Монреаль, Канада) — сотник Армії УНР, український художник-баталіст, графік.

## Життєпис
Леонід Перфецький народився 23 лютого 1901 року в селі Ладижинка, Уманського повіту, Київської губернії. Батьки художника походили із Галичини, в Наддніпрянщину переїхали на зламі ХІХ — ХХ століть. Навчався в середній школі в Орлі, в Московському університеті. Під час Першої світової війни юнака мобілізували та відправили до школи прапорщиків у Петергоф біля Петрограду.
Після більшовицького перевороту родина виїхала до Казані. Коли Татарстан проголосив свою незалежність, Перфецький вступив до війська цієї республіки та продовжив розпочате в Москві навчання в Казанському університеті. Коли більшовики ліквідували татарську республіку, виїхав 1918 року в Україну, де вступив до війська в ранзі хорунжого кінноти Чорноморського коша, що став опісля 3-ю Залізною Дивізією.
Брав активну участь у Визвольних Змаганнях. Був командиром кінної сотні 8-го пішого Чорноморського полку 3-ї Залізної дивізії Армії УНР, був учасником Першого Зимового походу.
Окрім участі у військових операціях робив історичні замальовки тих подій. З надзвичайною точністю намагався відтворити всі атрибути військового побуту: уніформу, відзнаки, зброю. У його картинах знайшли відображення події бою під Крутами 29 січня 1918 року, здобуття Арсеналу, піднесення українського прапору на Чорноморському флоті у квітні 1918 року, події Першого (грудень 1919 року — травень 1920 року) та Другого (жовтень — листопад 1921 року) Зимових походів Армії УНР.
Перейшов з Армією УНР в еміграцію і вступив до Краківської Академії Мистецтв, де працював у класі професора Дембіцького. Навчався живопису також у Львові, в мистецькій школі Олекси Новаківського.
1925 року переїхав до Парижа, де навчався у майстерні художника Андре Лота. Був мистецьким завідувачем бібліотеки імені Симона Петлюри. У Парижі створив низку портретів видатних французів, займався творчими пошуками в рамках модерністичних течій. Виставляв свої твори в престижному Салоні Тюільрі та в приватних галереях, здобув визнання критиків. Влітку 1937 р. став куратором виставки з нагоди 250-ліття здобуття гетьманської булави Іваном Мазепою.
1941 року вивезений до Німеччини як аграрний робітник. 1942 року «Українське Видавництво» запросило митця до Львова, на посаду ілюстратора німецького видання — місячника «Наші Дні» (вийшло три номери) і викладача рисунку в Українській мистецькій школі. Під час перебування у Львові Леонід проживав в родині свого двоюрідного брата Євгена Перфецького.
На ІІІ-й виставці Спілки Праці Українських Образотворчих Мистців у Львові 1942 року Перфецький виставив одну роботу гуашшю, три графічні роботи і одну сепію — всі пріці на воєнні теми.
1944 року вступив до дивізії «Галичина», як воєнний художник-кореспондент. Створив  збірку графічних малюнків «Українська дивізія».
1945 року опинився в таборі воєнних полонених у Зальцбурзі, пізніше потрапив до таборів переміщених осіб в Австрії. Під час життя в таборі, у 1953 р., в щоденній газеті «Свобода» було опубліковано художній твір Перфецького під назвою «Україна у боротьбі», окрім того, збереглось 78 акварелей та нарисів із пластового життя.
1954 року прибув до Канади, оселився у Монреалі. Тут проживав митцем-самітником при Ораторії св. Йосифа аж до останніх років життя, коли переїхав до Українського дому для старших. У Монреалі розмалював фресками Українську Католицьку Церкву Святого Духа, Католицьку Церкву Святого Елезара. Працював над циклом «Апокаліпсис», створивши 24 картини до останньої книги Нового заповіту — «Об'явлення св. Івана Богослова».
1962 року в Едмонтоні Богданом Боцюрковим була організована виставка його творів з нагоди 30-річного ювілею Українського Національного Об'єднання.
Також мав персональні виставки в Філадельфії та Нью-Йорку в 1965 році.
Помер Леонід Перфецький 25 жовтня 1977 року, похований на кладовищі Монт-Роял у Монреалі.

## Творчість
Леонід Перфецький створив ряд картин та серії малюнків:
- «Піднесення українського прапору на чорноморськім фльоті. 29 квітня 1918» Акварель.
- «6-та січова стрілецька дивізія в Станіславові 1919» Акварель.
- «Бій з татарами» Олія. 1921 р.
- «Козаки під Трапезунтом» Олія. 1942 р.
- «Бій під Крутами» Акварель.
- «Духова оркестра на конях вступає в Київ»
- «Зустріч Карла ХІІ з козаками» Акварель.
- «Артилерія Чорної дивізії вступає в Київ»
- «Останні набої» Олія.
- та інші

У Монреалі, в церкві Св. Духа, — його настінні розписи релігійного змісту.
Також створив один з перших українських коміксів, у якому зобразив боротьбу УПА під час Другої світової війни.
Більшість вцілілих картин майстра зібрано в книзі «Перфецький. Ілюстрована монографія», виданій українським клубом RAINSHOUSE 23 лютого 2021 року.

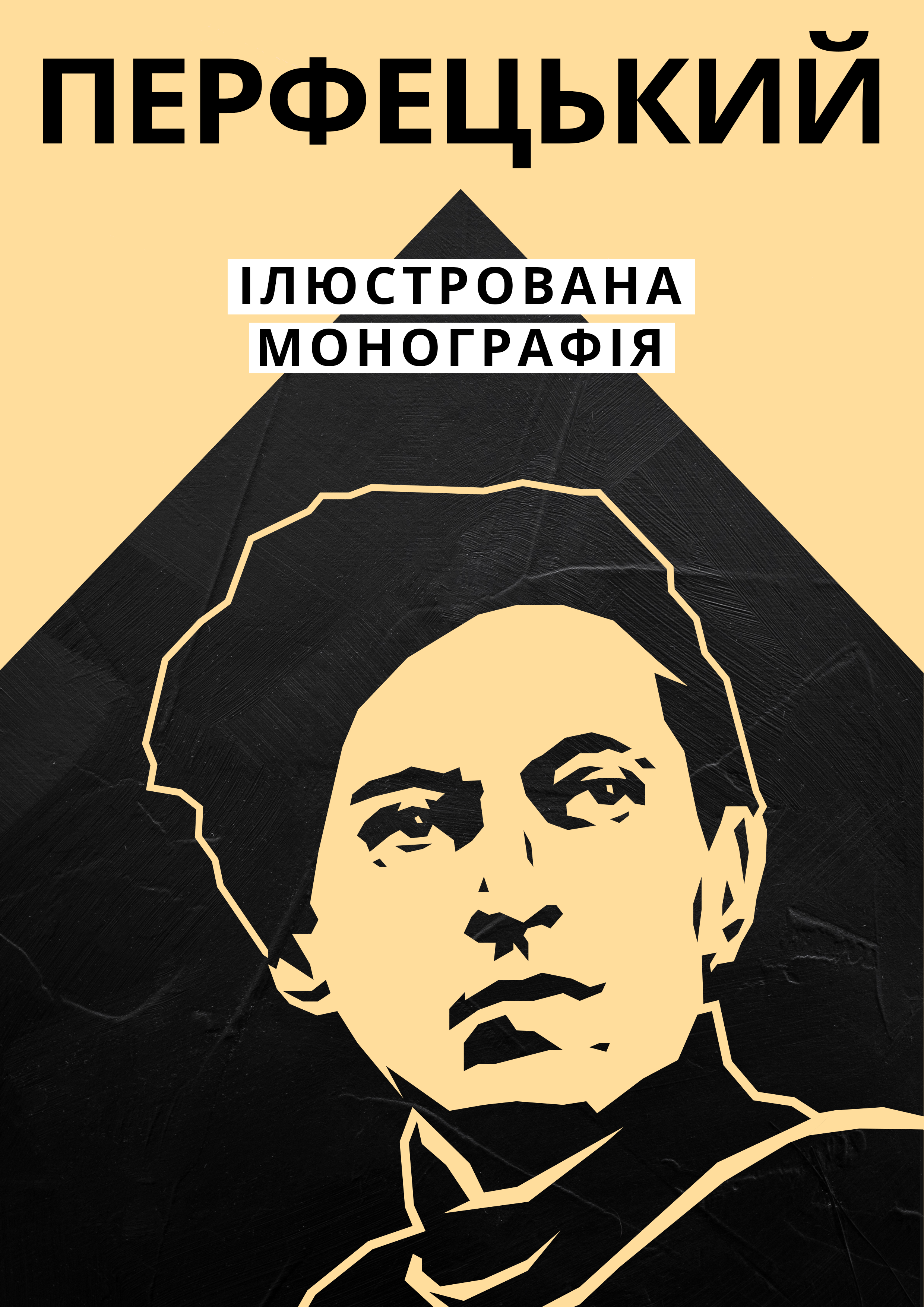
Обкладинка книги «Перфецький. Ілюстрована монографія». Видання перше, від 23 Лютого 2021 року.

## Вшанування пам'яті
На честь Леоніда Перфецького названа вулиця в місті Львів.
2021 року до 120-річчя з Дня народження Леоніда Перфецького було проведено творчий вечір, де художник позиціонувався як започатковувач українських коміксів (мальописів). Захід був організований Інститутом Національного Розвитку і проведений у приміщенні Товариства «Просвіта».
23 лютого (день народження Перфецького) запропоновано щорічно відзначати як «День українського коміксу». В рамках цієї ініціативи клуб RAINSHOUSE заснував щорічну премію імені Леоніда Перфецького під назвою «Комікс Року» для підтримки авторів українських коміксів.